# Место запуска ракет ГИРД
Место запуска ракет ГИРД — памятник на полигоне Нахабино, недалеко от Москвы, установлен в честь исторического запуска ракеты «ГИРД-09» поднявшейся ввысь примерно на 400 метров, за 18 секунд 17 августа 1933 года, который ознаменовал рождение новой области машиностроения.

## История
Памятник расположен в Подмосковье, рядом с Нахабино в городском округе Красногорск, в еловом лесу, выполнен в виде металлической ракеты на стартовом станке. В 1966 году на месте старта первой отечественной ракеты были установлены гранитный обелиск с силуэтом ракеты и надписью «На этом месте в 1933 году были запущены первые советские ракеты „ГИРД-09“ и „ГИРД-X“, Королев СП., Цандер Ф. А., Тихонравов М. К.», а также копии пускового стана и ракеты, стараниями комсомольцев 2-й школы города Нахабино. Макет ракеты рядом с памятным знаком появился на 50-летие первого запуска. 17 августа 2018 года, в 85-ю годовщину запуска ракеты, состоялся праздничный митинг, на котором присутствовали многие ветераны ракетно-космической отрасли Члены авиамодельного клуба «Зигзаг», который действует при Нахабинской школе № 3 уделяют большое внимание территории на которой расположен памятник, организация «Герои неба» и дети из авиамодельного клуба «Зигзаг» на протяжении многих лет облагораживают памятник, наводят там порядок. В 2021 году на месте запуска первой ракеты членами кружка Зигзаг был произведён пуск уменьшенной модели ракеты ГИРД-X. С 2020-х годов площадка памятника включена в территорию воинской части, свободного прохода с открытой территории нет.